# Supermodels
Supermodels is een Spaanse tekenfilmserie-serie geproduceerd door BRB Internacional in samenwerking met Antena 3 televisiόn in 1998. De serie werd vanaf 23 december 2001 op Italia 1 uitgezonden en is in de Verenigde Staten uitgezonden op Toon Disney van 14 juni 1999 tot 16 oktober 2000.